# Ulica Przyjaciół Żołnierza w Szczecinie
Ulica Przyjaciół Żołnierza (wcześniej ulica gen. Józefa Hallera, Harmsstraße) – ulica w Szczecinie, położona w całości na terenie osiedla administracyjnego Niebuszewo.

## Przebieg
Ulica zaczyna swój bieg na skrzyżowaniu z ulicą Komuny Paryskiej, Wilczą i Obotrycką, gdzie staje się przedłużeniem tej pierwszej. Na środkowym odcinku, w ciągu południowej pierzei ulicy znajduje się kościół Miłosierdzia Bożego, gdzie również ulica ogranicza osiedle Książąt Pomorskich. Dalej biegnie w kierunku zachodnim, w kierunku skrzyżowania z ulicą Wszystkich Świętych, Zygmunta Krasińskiego i Duńską, by tam zakończyć bieg. Jej przedłużeniem w tamtym miejscu staje się ta pierwsza.

## Charakterystyka
Obecnie Przyjaciół Żołnierza jest szeroką, czteropasmową drogą z pasem zieleni oddzielającym od siebie jezdnie ulicy. Na ulicy znajdują się trzy zespoły przystanków autobusowych – „Pasterska” (przy skrzyżowaniu z ul. Przyjaciół Ronda), „Przyjaciół Żołnierza” (przy skrzyżówaniu ul. Przyjaciół Żołnierza) oraz „Łabędzia” (przy końcowym skrzyżowaniu ulicy). W otoczeniu arterii znajduje się m.in. kościół Miłosierdzia Bożego, Osiedle Książąt Pomorskich oraz Centrum Handlowe Stara Cegielnia, a także inne punkty handlowe i usługowe.